# Thalasseus elegans
Thalasseus elegans là một loài chim trong họ Laridae.
Loài này sinh sản trên các bờ biển Thái Bình Dương phía nam Hoa Kỳ và Mexico và mùa đông về phía nam đến Peru, Ecuador và Chile.
Loài này sinh sản thành các đàn rất dày đặc trên các bờ biển và hải đảo, bao gồm Isla Rasa and Montague Island (Mexico), và đặc biệt là nội địa trên các hồ nước ngọt lớn thích hợp gần bờ biển. Loài này làm tổ trên mặt đất và đẻ một hoặc hai quả trứng. Không giống như một số loài nhàn biển trắng nhỏ hơn, nó không quá hung dữ đối với những kẻ săn mồi tiềm năng, dựa vào mật độ dày của các tổ (thường chỉ cách nhau 20–30 cm) và làm tổ gần với các loài khác hung dữ hơn, chẳng hạn như mòng biển Heermann, để tránh bị ăn thịt.